# Tierser Tal

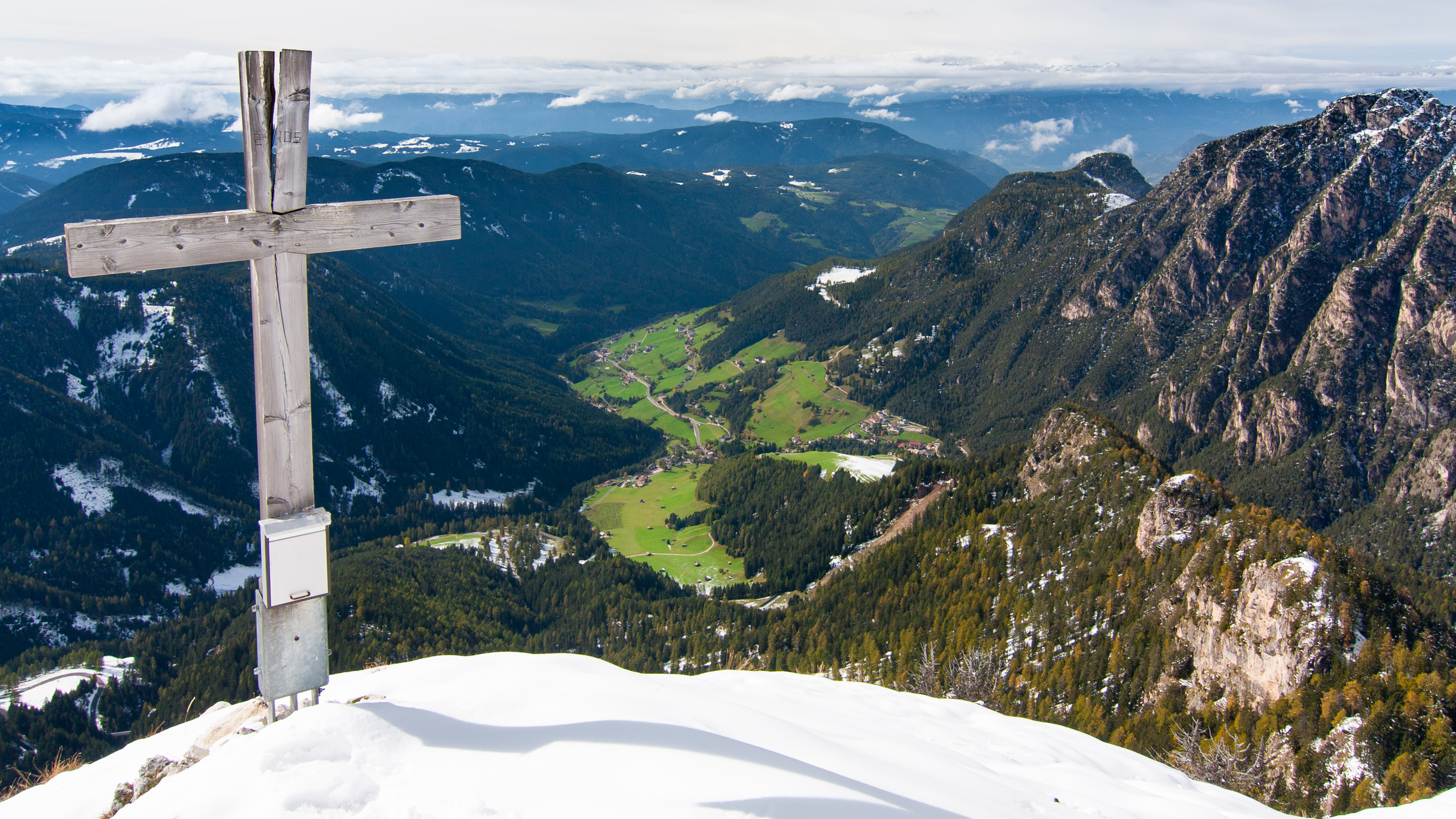
Blick über das Tierser Tal talauswärts

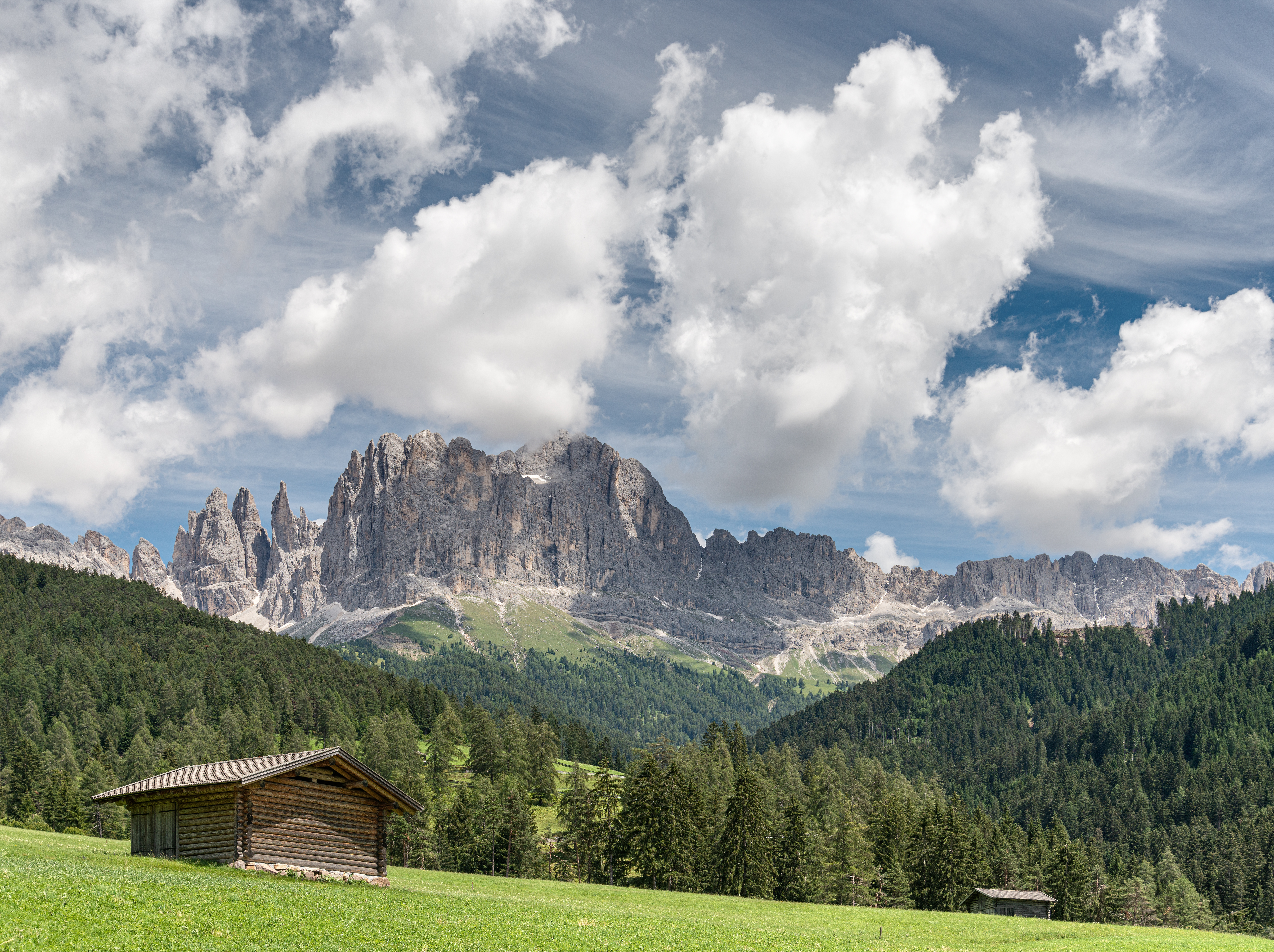
Inneres Tierser Tal mit Rosengarten

Das Tierser Tal, auch einfach Tiers genannt, ist ein Seitental des unteren Eisacktals in Südtirol (Italien). Im Norden begrenzt wird es von Bergen der Schlerngruppe, im östlichen Talschluss und im Süden von der Rosengartengruppe.
Vom Taleingang bei Blumau (einem Dorf etwa 10 km von Bozen entfernt) kommt man nach einem 5 km langen, nur wenig besiedelten Talabschnitt zur Ortschaft Breien, auch als Halbweg bezeichnet. Über den nun folgenden sehr steilen Abschnitt gelangt man zum Hauptort des Tals, Tiers, und von dort weiter nach St. Zyprian und Weisslahnbad. Der Nigerpass über dem südöstlichen Talende vermittelt einen Übergang ins Eggental.
Entwässert wird das Tierser Tal vom Tierser Bach. Dieser hat eine Länge von 15,2 km und ein Einzugsgebiet von 63 km². 
Die wichtigsten Gesteinsarten sind Porphyr und Dolomit.
Administrativ gehört der Talabschnitt ab Breien zur Gemeinde Tiers, von Breien bis Blumau gehört die orographisch rechte Seite zu Völs am Schlern, die linke Seite zur Gemeinde Karneid.
Teile der nordseitigen Talflanken sind im Naturpark Schlern-Rosengarten unter Schutz gestellt.